# Station Mareuil-sur-Ourcq
Station Mareuil-sur-Ourcq is een spoorwegstation aan de spoorlijn Trilport - Bazoches. Het ligt in de Franse gemeente Mareuil-sur-Ourcq in het Franse departement Oise (Hauts-de-France).

## Geschiedenis
Het station werd op 1 juni 1894 geopend bij de opening van de sectie Trilport - La Ferté-Milon. Sinds zijn oprichting is het eigendom van de Société nationale des chemins de fer français (SNCF).

## Ligging
Het station ligt op kilometerpunt 79,842 van de spoorlijn Trilport - Bazoches. Het station lag ook op kilometerpunt 77,130 van de voormalige Spoorlijn Ormoy-Villers - Mareuil-sur-Ourcq waar het station eindpunt van was.

## Diensten
Het station wordt aangedaan door treinen van Transilien lijn P, tussen La Ferté-Milon en Meaux. In de spits rijden bepaalde treinen door naar Paris-Est.

## Vorig en volgend station
| Richting             | Vorig station   | Lijn    | Volgend station | Richting       |
| -------------------- | --------------- | ------- | --------------- | -------------- |
| Meaux (of Paris-Est) | Crouy-sur-Ourcq | Trans P | La Ferté-Milon  | La Ferté-Milon |